# Koekoeksplein

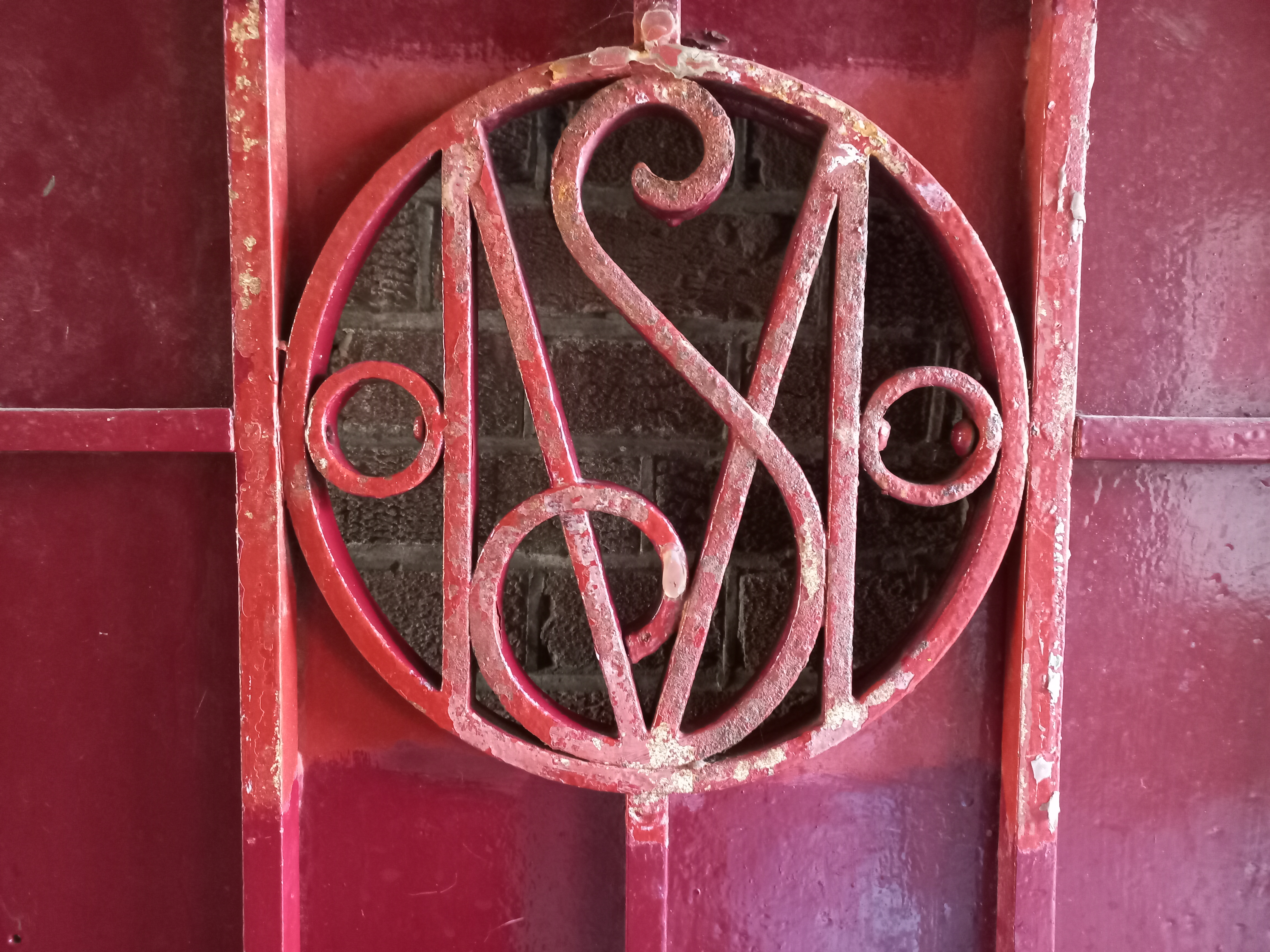
SM van NDSM in toegang 6a (maart 2024)

Het Koekoeksplein is een plein in de Vogelbuurt, Amsterdam-Noord. Ook gemeente Utrecht kent een Koekoeksplein.

## Geschiedenis

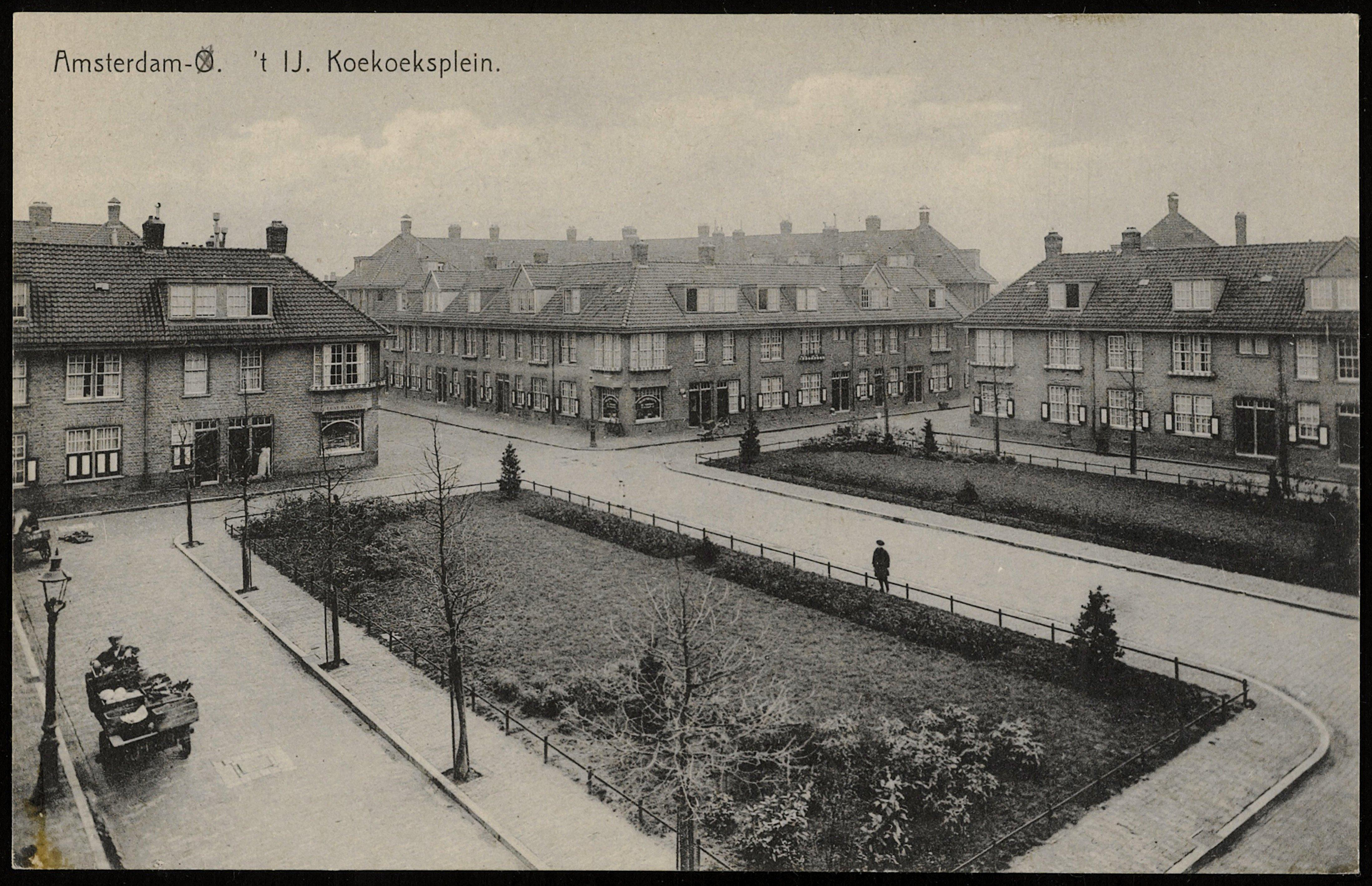
Koekoeksplein in 1928

Tot het begin van de 20e eeuw was hier nog niets te vinden, vermoedelijk agrarisch gebied. De Nederlandsche Dok en Scheepsbouw Maatschappij (NDSM) had bouwterrein nodig voor hun arbeiders en liet hier talloze arbeiderswoninkje bouwen naar ontwerp van Willem Leliman. De woningen kregen adressen aan Koekoeksplein, Koekoeksstraat, Wielewaalstraat, Fazantenweg en Meeuwenlaan. Het complex heeft enigszins de vorm van een vijfhoek. Centraal ligt het plein, dat net als de straat op 6 juni 197 haar naam kreeg, een vernoeming naar de vogel koekoek. Het gehele complex is tot gemeentelijk monument (nr. 200718) verklaard.
Bij de oplevering van het plein werden twee groenstroken langs de doorgaande Koekoeksstraat gelegd, die het plein doorsneed met voor de woningen een soort ventweg. Tot zeker in de jaren tachtig van de 20e eeuw was dat het geval. Een foto uit 2004 laat een heel andere situatie zien. Het hele midden van het plein is dan speelplaats met allerlei speeltoestellen. Het verkeer moet dan via de zuidelijke ventweg haar weg proberen te vinden, de noordelijke ventweg is voetgangersgebied. 
De woningen zijn al een paar keer gerenoveerd dan wel aangepast aan vernieuwde eisen. Bij een van die renovaties gingen de originele raamkozijnen verloren. Bij een renovatie vanaf 2024 worden deze weer teruggeplaatst en komt ook de mosterdgele kleur terug. De NDSM is vanaf de oplevering terug te vinden in de deuren van de poort naar Koekoeksplein 6a.

## Openbaar vervoer en kunst

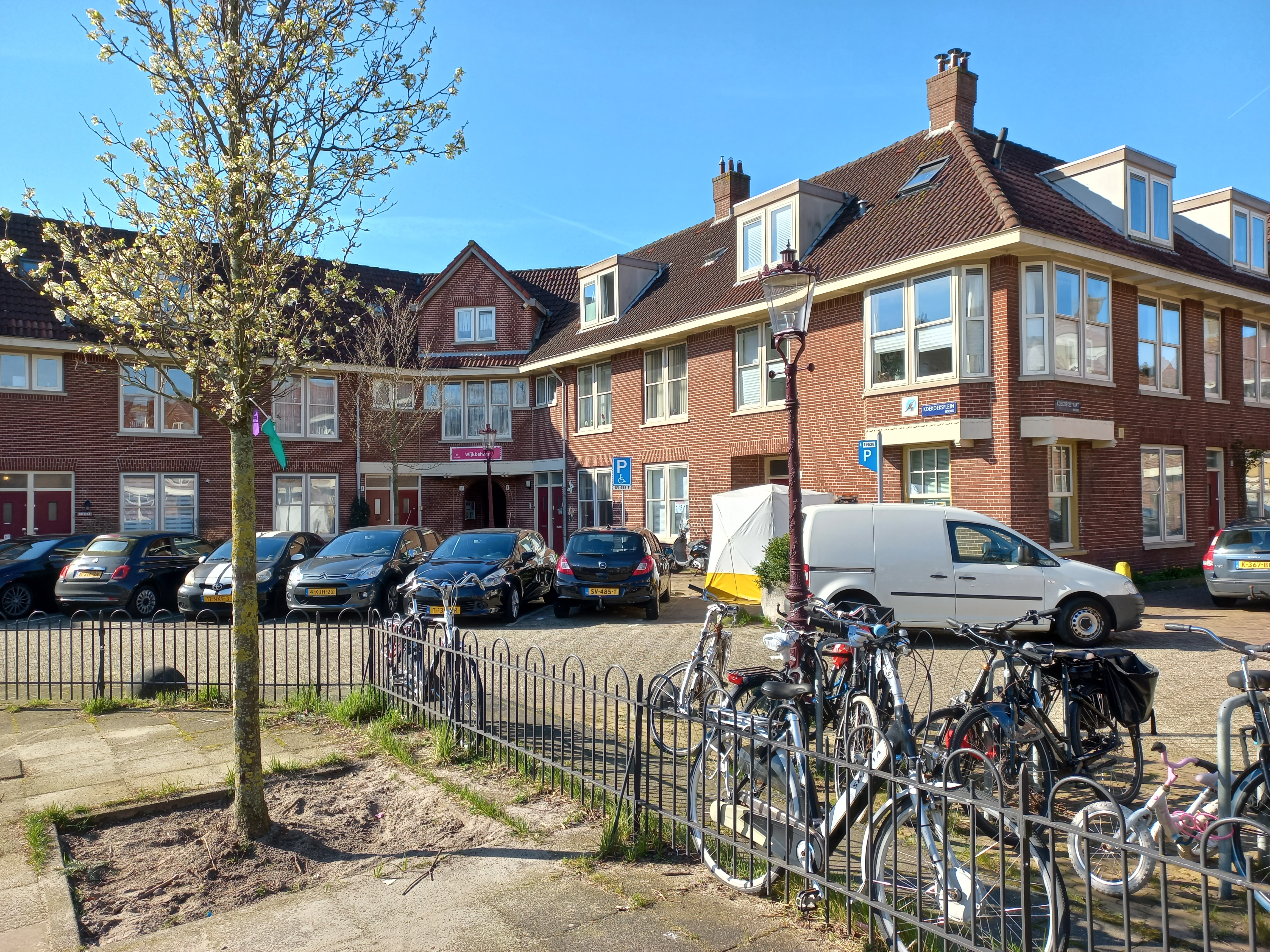
Hoekje Koekoeksplein (maart 2024)

Gezien de nauwe straatjes en hoeken is openbaar vervoer met bus of tram onmogelijk. Ook voor kunst is er gezien de krapte weinig ruimte. Wel wordt de straatnaam benadrukt door een kunstzinnig bordje met een afbeelding van een koekoek en is er de vorm van metaalbewerking in NDSM in de toegang 6a . Het plein werd in 2011 uitverkozen tot "Mooiste straat van Amsterdam-Noord".